# Miguel Gual Agustina
Miguel Gual Agustina (* 11. Mai 1911 in Barcelona; † 9. März 1989 ebenda) war ein spanischer Fußballspieler auf der Position des Stürmers, der nach seiner aktiven Laufbahn als Trainer tätig war.

## Leben

### Spieler
Gual begann seine Fußballerlaufbahn im Nachwuchsbereich seines Heimatvereins CE Júpiter und erhielt seinen ersten Profivertrag 1928 beim FC Sevilla, für den er 37 Spiele bestritt und 24 Tore erzielte. Anfang der 1930er Jahre wechselte er zum FC Barcelona, bei dem er sich jedoch nicht durchsetzen konnte und es nur zu vier Einsätzen (mit zwei Toren) brachte. Daher wechselte er vermutlich 1933 zum CE Sabadell, mit dem er 1935 das Finale um die Copa del Rey erreichte, was bis heute der größte Erfolg in dessen Vereinsgeschichte ist, auch wenn das Spiel mit 0:3 gegen seinen Exverein Sevilla verloren ging.
Infolge des 1936 ausgebrochenen spanischen Bürgerkriegs kam der Fußballbetrieb in Spanien zum Erliegen und Gual nahm an einer Reise teil, die der FC Barcelona im Mai 1937 nach Mexiko unternahm. Wie einige andere Spieler dieser Tournee blieb Gual zunächst in Mexiko und spielte kurzzeitig für den in Mexiko-Stadt ansässigen Real Club España, in dessen Reihen er in der Saison 1938/39 mit 20 Treffern Torschützenkönig der mexikanischen Liga wurde.

### Trainer
Aufgrund von Quellen nachweisbare Trainerstationen sind der CD Condal, den er in der Saison 1956/57 betreute, als der Verein zum einzigen Mal in seiner Geschichte in der höchsten spanischen Fußballliga vertreten war, jedoch umgehend wieder abstieg. Zum Klassenerhalt fehlten am Ende lediglich ein Punkt und zwei Tore gegenüber dem Mitaufsteiger des Vorjahres, Real Jaén. In der Saison 1961/62 betreute er den Aufsteiger CA Osasuna, der am Ende den 12. Platz belegte und sich, mit einem Punkt Vorsprung auf den Absteiger Espanyol Barcelona, retten konnte.
In der darauffolgenden Saison 1962/63 war er als Cheftrainer beim Zweitligisten Real Sociedad Deportiva Santander im Einsatz.

## Erfolge
- Torschützenkönig der mexikanischen Liga: 1938/39
- Pokalfinalist in Spanien: 1935